# 布列塔尼议会广场
48°06′43″N 1°40′40″W / 48.11194°N 1.67778°W

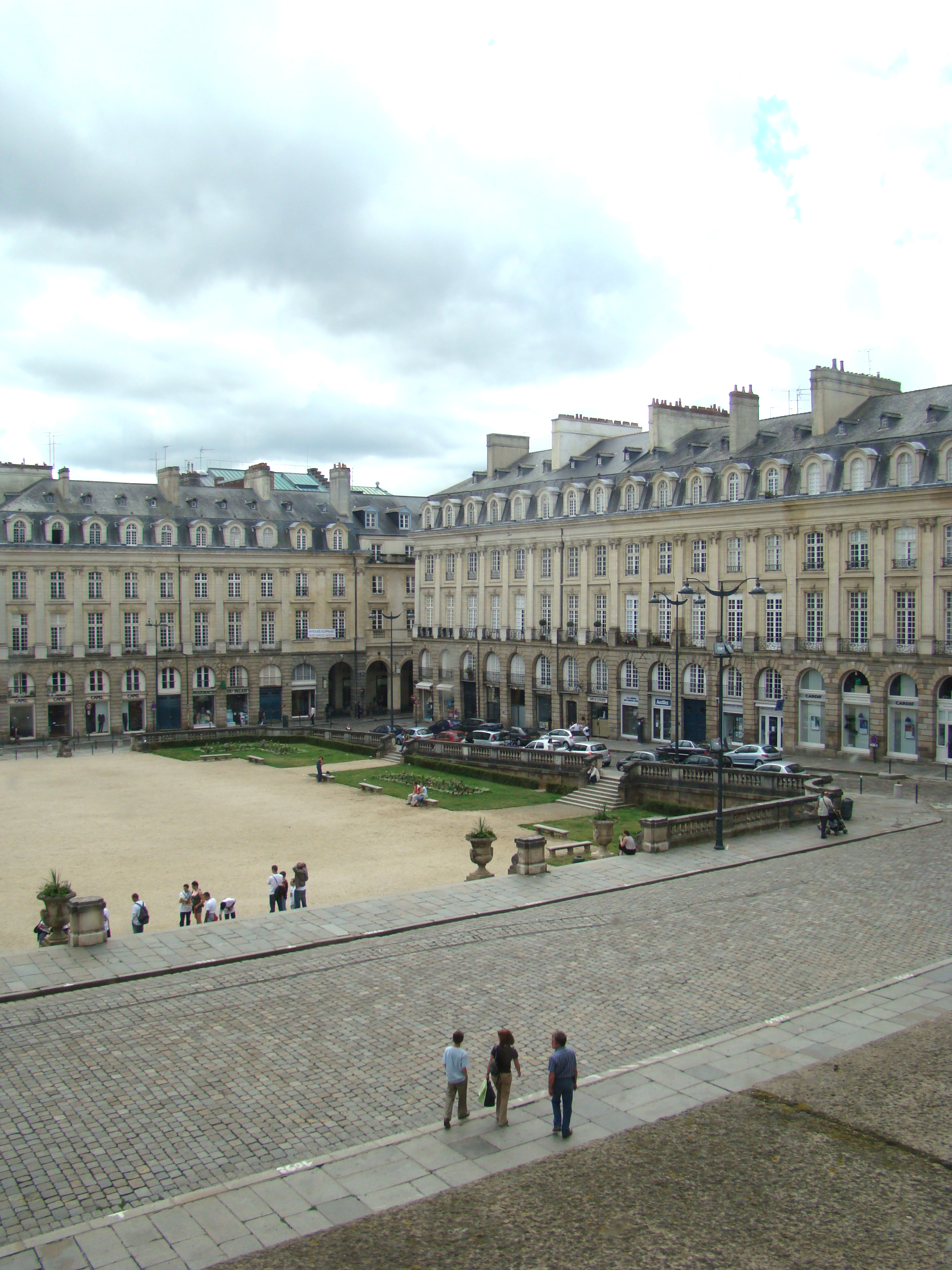
从布列塔尼议会宫看到的布列塔尼议会广场

布列塔尼议会广场（Place du parlement de Bretagne）是法国雷恩市中心的一个广场，靠近市政厅广场（Place de la Mairie）。
布列塔尼议会广场得名于其北侧的布列塔尼议会宫。
在1720年雷恩大火中被摧毁的雷恩的心脏部分，创建了皇家广场。军事工程师罗伯兰（Robelin）受命重建城市，但是其计划被认为过于昂贵而被抛弃，转而采用雅克·加布里埃尔计划。
布列塔尼议会宫所采用的花岗岩及凝灰岩材料，同样应用于沿广场的建筑物。1730年，广场中心放置了安东尼·夸瑟沃的路易十四骑马雕像。这尊雕像在法国革命期间被销毁。整个外观作为法国历史古迹加以保护。
这个广场举行是雷恩人聚集的地点，圣诞集市等许多活动都在许多事件和活动在此举行。

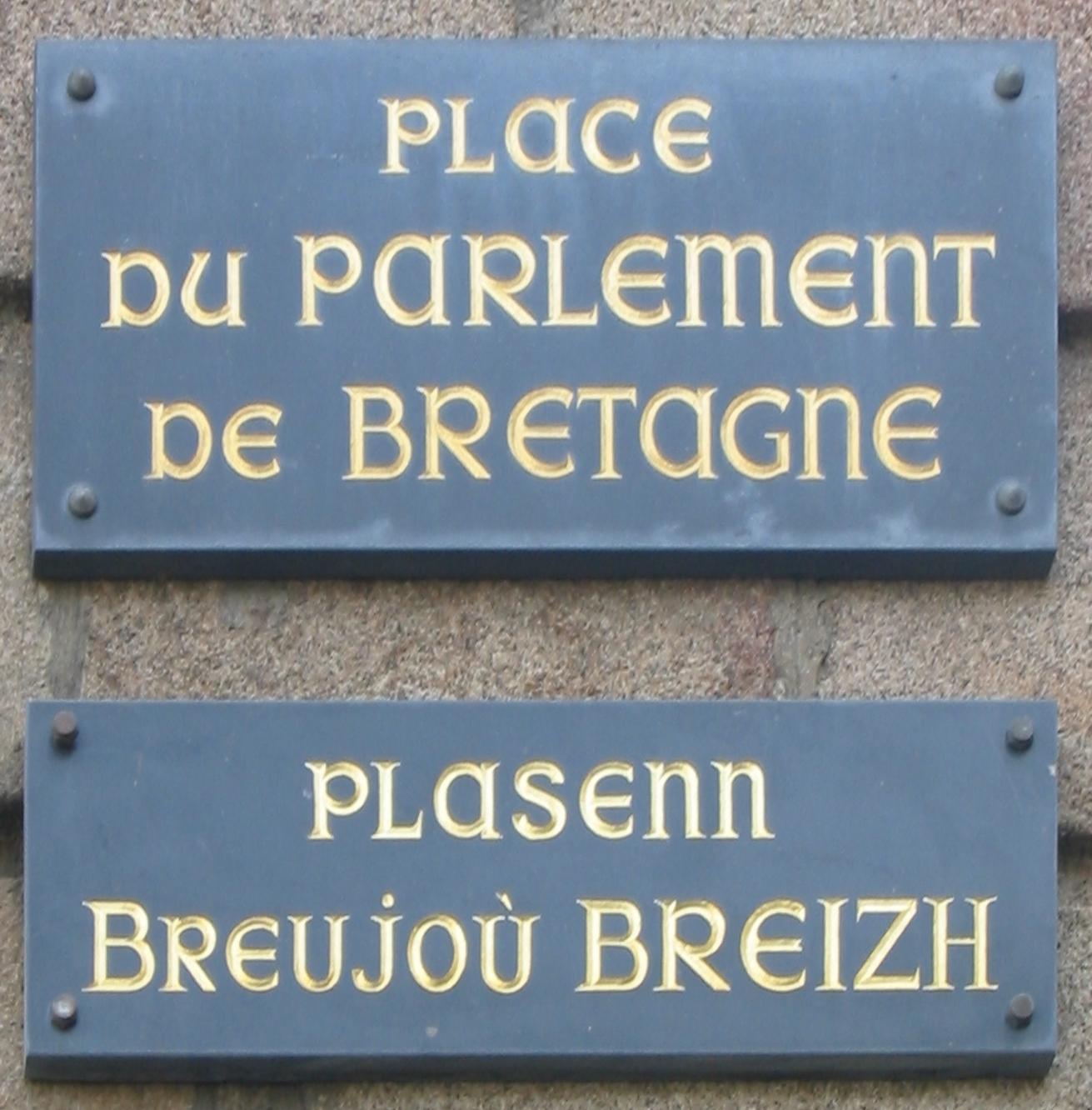
法语和布列塔尼语路牌
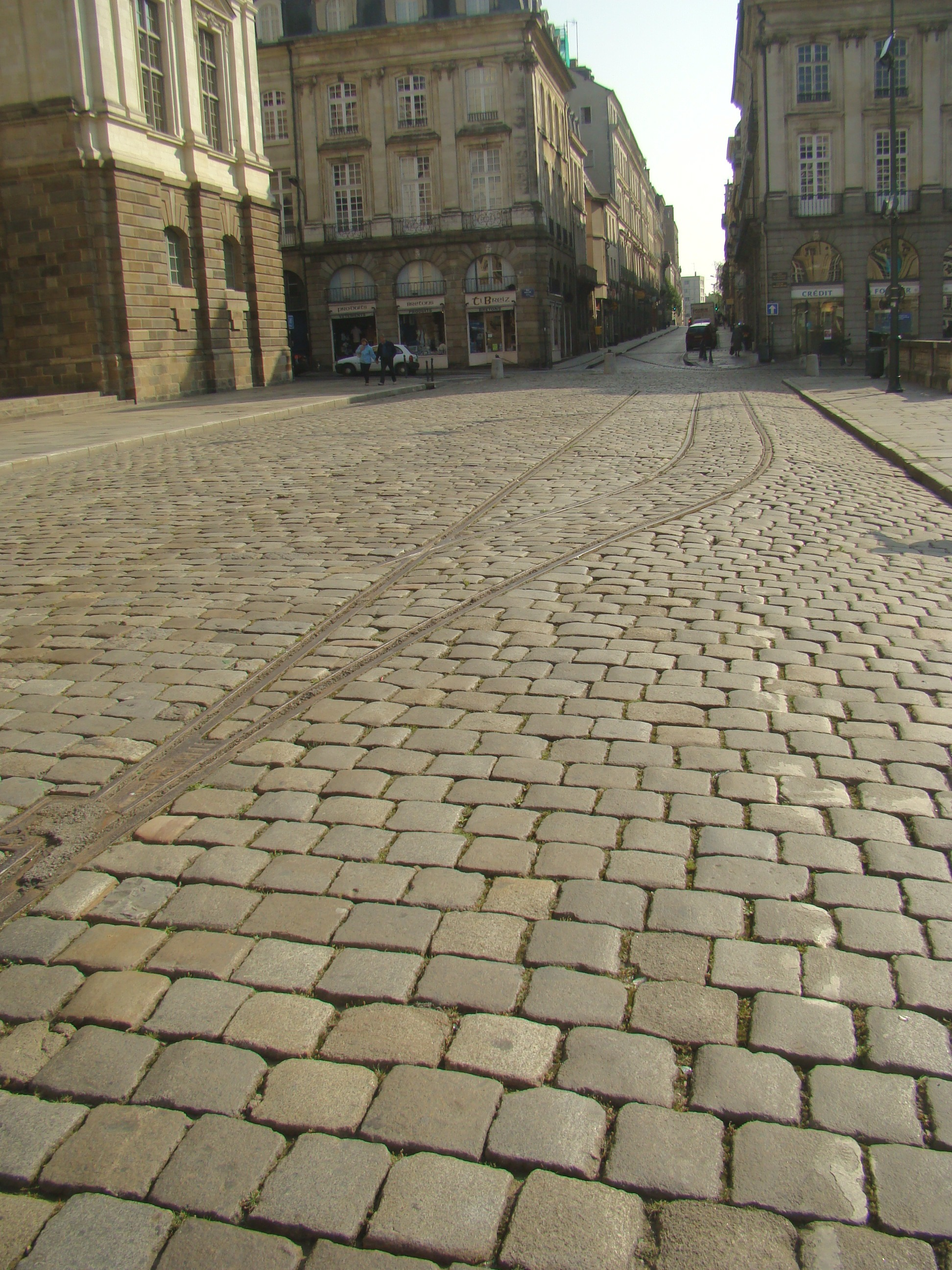
电车轨道
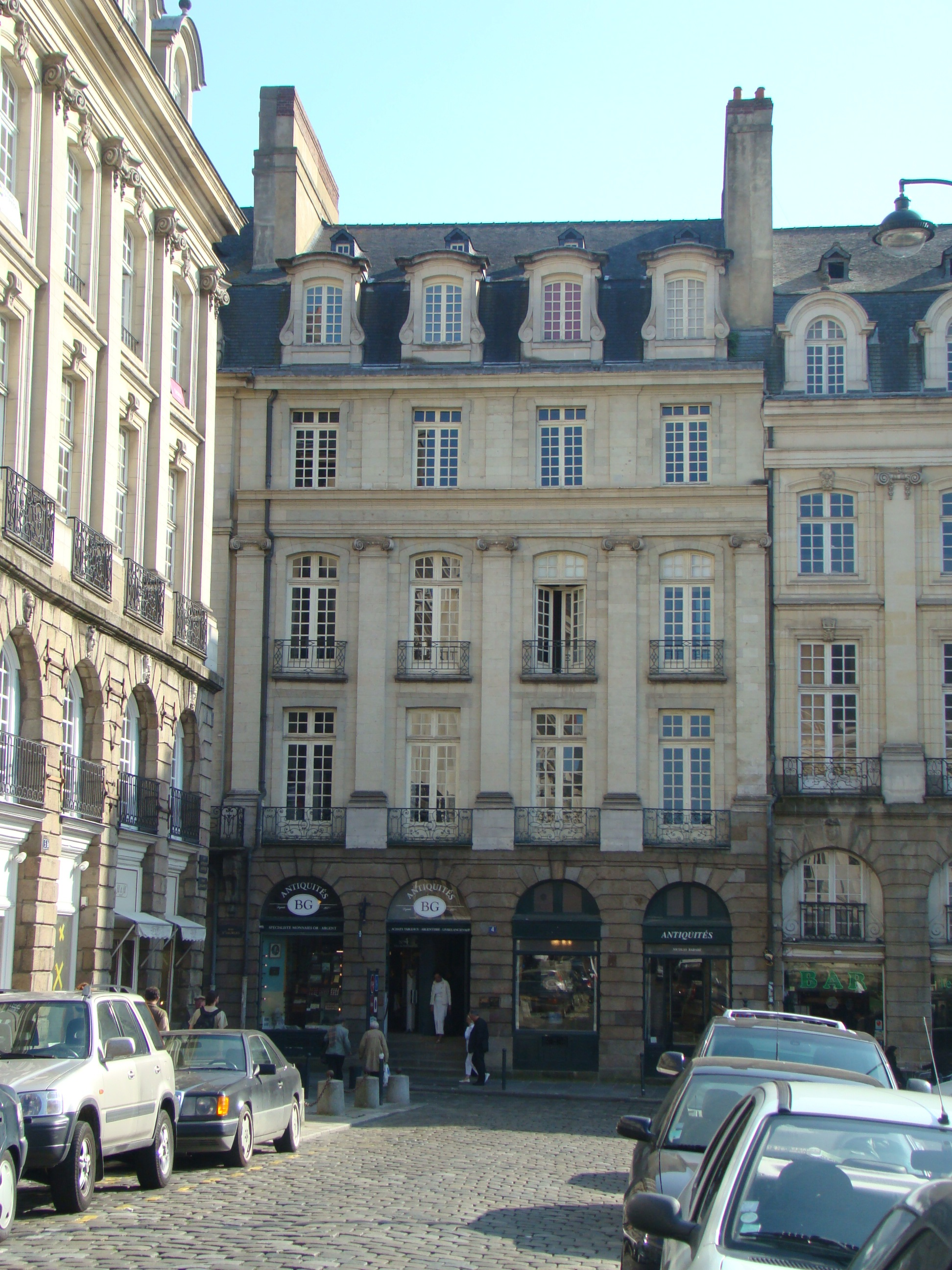
唯一由罗伯兰兴建的楼宇，与众不同
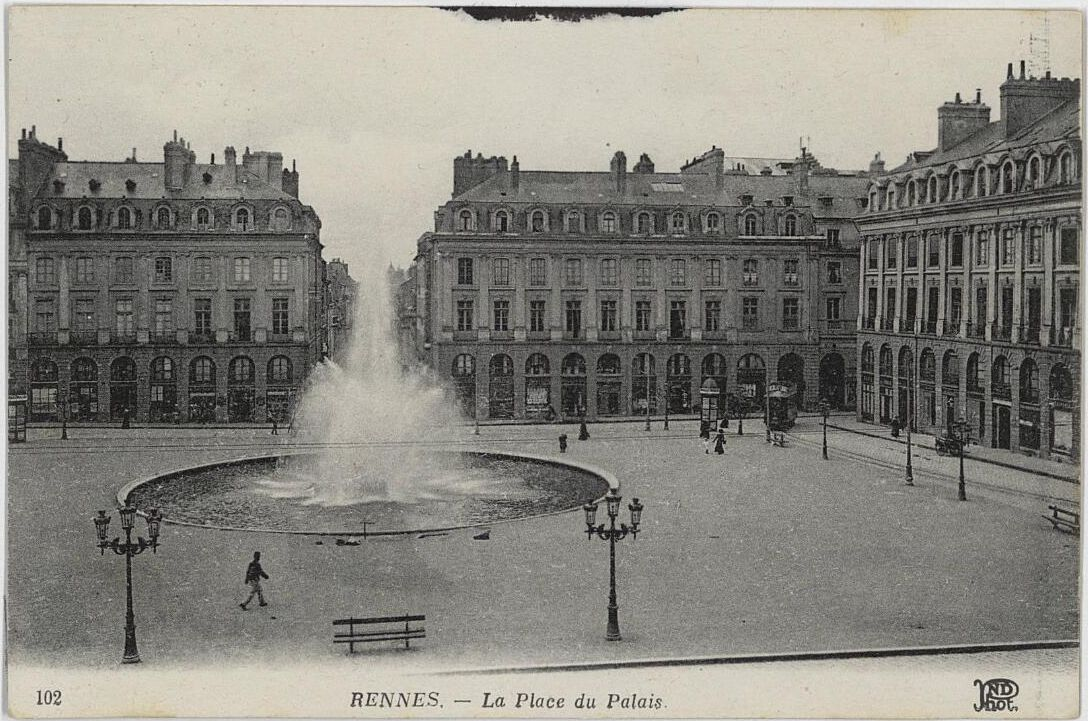